# FC Lebbeke
Football Club Lebbeke is een Belgische voetbalclub uit Lebbeke. De club is aangesloten bij de KBVB met stamnummer 8601 en heeft geel en blauw als kleuren. De huidige club ontstond in 2016 door een fusie tussen Rapide Club Lebbeke en KSK Lebbeke.

## Geschiedenis
Rapide Club Lebbeke sloot zich in 1978 aan bij de Belgische Voetbalbond. Sinds de jaren 40 was in de gemeente ook al SK Lebbeke actief, dat in de jaren 60 in de nationale bevorderingsreeksen had gespeeld. Rapide Club Lebbeke kreeg stamnummer 8601 en ging van start in Vierde Provinciale, het allerlaagste niveau. De club bleef een decennium op het allerlaagste niveau, tot men eind jaren 80 een steile opmars inzette.
In 1988/89 kende de club haar eerste promotie naar Derde Provinciale; een seizoen later volgde weer een promotie naar Tweede Provinciale. Na een jaar in de middenmoot behaalde men ook daar in 1991/92 promotie en zo bereikte men Eerste Provinciale. Ook op het hoogste provinciale niveau bleef men het goed doen en nog eens twee jaar later haalde men daar een plaats in de eindronde. Lebbeke kende er succes en zo promoveerde de jonge club in 1994 voor het eerst naar de nationale bevorderingsreeksen of Vierde Klasse. In amper een vijftal jaar tijd was men opgeklommen van Vierde Provinciale naar de nationale Vierde Klasse.
Ook in Vierde Klasse ging men door op het elan. RC Lebbeke eindigde er het eerste seizoen meteen als vierde en miste nipt de eindronde. In de Beker van België bereikte men de 1/16de finale tegen KRC Genk. Lebbeke bleef bij de beteren in Vierde Klasse. In 1995/96, het tweede seizoen in Vierde, haalde men wel een plaats in de eindronde, maar daar verloor men na strafschoppen van Stade Leuven. In 1996 kreeg men in de reeks het gezelschap van dorpsgenoot KSK Lebbeke, maar die club degradeerde weer op het eind van het seizoen.
In 1998 won Rapide Club Lebbeke uiteindelijk zijn reeks en zo stootte men door naar Derde Klasse, amper 20 jaar na de oprichting van de club. In Derde Klasse kon men echter niet bevestigen. Lebbeke eindigde er zijn eerste seizoen met ruime achterstand op een voorlaatste plaats en zakte terug naar Vierde in 1999. Daar trof men opnieuw dorpsgenoot KSK Lebbeke aan, dat net was gepromoveerd. Rapide Club had het dat eerste seizoen terug in Vierde Klasse moeilijk en moest naar de degradatie-eindronde. Na winst tegen Beringen FC wist men daar het behoud te verzekeren.
De volgende jaren bleef Rapide Club Lebbeke samen met buur KSK Lebbeke in Vierde Klasse spelen met wisselende resultaten. In 2002 eindigde RC Lebbeke op een derde plaats en in 2005 haalde men nog eens de eindronde, maar daar verloor men na verlengingen van RACS Couillet. Dorpsgenoot KSK zakte dat jaar. Een jaar later, in 2006, was het ook de beurt aan Rapide Club. Na een verloren play-off tegen Dilbeek Sport eindigde men als 13de en moest men naar de degradatie-eindronde, waar werd verloren van RUW Ciney en SC Wielsbeke. Na twaalf jaar nationaal voetbal zakte men zo terug naar de provinciale reeksen.
Ook daar bleef de club het moeilijk hebben en in 2008 volgde zelfs een degradatie naar Tweede Provinciale. In 2010 keerde men terug op het hoogste provinciale niveau.
In 2016 eindigde Rapide Club Lebbeke tweede in Eerste Provinciale Oost-Vlaanderen. Door winst tegen Eendracht Wingene in de interprovinciale eindronde promoveerde de club naar de nieuwe Derde klasse amateurs.
Eveneens in 2016 werd een fusie tot stand gebracht met dorpsgenoot KSK Lebbeke, dat op dat moment in tweede provinciale uitkwam. De fusieclub kreeg de naam FC Lebbeke (Football Club Lebbeke) en komt uit onder het stamnummer 8601 van Rapide Club Lebbeke.

## Resultaten
| Seizoen                 | Klasse | Klasse | Klasse | Klasse | Klasse | Klasse | Klasse | Klasse | Klasse | Reeks                                                    | Punten                                                   | Opmerkingen                                                |
|                         | I      | I      | II     | III    | IV     | P.I    | P.II   | P.III  | P.IV   |                                                          |                                                          |                                                            |
| ----------------------- | ------ | ------ | ------ | ------ | ------ | ------ | ------ | ------ | ------ | -------------------------------------------------------- | -------------------------------------------------------- | ---------------------------------------------------------- |
| Als Rapide Club Lebbeke |        |        |        |        |        |        |        |        |        |                                                          |                                                          |                                                            |
| 2000/01                 |        |        |        |        | 7      |        |        |        |        | Vierde klasse B                                          | 45                                                       |                                                            |
| 2001/02                 |        |        |        |        | 3      |        |        |        |        | Vierde klasse B                                          | 49                                                       |                                                            |
| 2002/03                 |        |        |        |        | 10     |        |        |        |        | Vierde klasse B                                          | 36                                                       |                                                            |
| 2003/04                 |        |        |        |        | 9      |        |        |        |        | Vierde klasse B                                          | 39                                                       |                                                            |
| 2004/05                 |        |        |        |        | 6      |        |        |        |        | Vierde klasse B                                          | 39                                                       |                                                            |
| 2005/06                 |        |        |        |        | 13     |        |        |        |        | Vierde klasse B                                          | 37                                                       | Degradatie door verlies in interprovinciale eindronde      |
| 2006/07                 |        |        |        |        |        | 10     |        |        |        | Eerste prov. O-Vl                                        | 40                                                       |                                                            |
| 2007/08                 |        |        |        |        |        | 14     |        |        |        | Eerste prov. O-Vl                                        | 28                                                       |                                                            |
| 2008/09                 |        |        |        |        |        |        | 4      |        |        | Tweede prov. O-Vl                                        | 54                                                       |                                                            |
| 2009/10                 |        |        |        |        |        |        | 1      |        |        | Tweede prov. O-Vl                                        | 66                                                       |                                                            |
| 2010/11                 |        |        |        |        |        | 4      |        |        |        | Eerste prov. O-Vl                                        | 51                                                       |                                                            |
| 2011/12                 |        |        |        |        |        | 10     |        |        |        | Eerste prov. O-Vl                                        | 38                                                       |                                                            |
| 2012/13                 |        |        |        |        |        | 7      |        |        |        | Eerste prov. O-Vl                                        | 42                                                       |                                                            |
| 2013/14                 |        |        |        |        |        | 8      |        |        |        | Eerste prov. O-Vl                                        | 38                                                       |                                                            |
| 2014/15                 |        |        |        |        |        | 6      |        |        |        | Eerste prov. O-Vl                                        | 47                                                       |                                                            |
| 2015/16                 |        |        |        |        |        | 2      |        |        |        | Eerste prov. O-Vl                                        | 67                                                       |                                                            |
| Als FC Lebbeke          |        |        |        |        |        |        |        |        |        |                                                          |                                                          |                                                            |
|                         | 1A     | 1B     | 1Am    | 2Am    | 3Am    | P.I    | P.II   | P.III  | P.IV   | Vanaf 2016-17 zijn er 3 nationale en 2 regionale niveaus | Vanaf 2016-17 zijn er 3 nationale en 2 regionale niveaus | Vanaf 2016-17 zijn er 3 nationale en 2 regionale niveaus   |
| 2016/17                 |        |        |        |        | 9      |        |        |        |        | Derde klasse Am. VV A                                    | 39                                                       |                                                            |
| 2017/18                 |        |        |        |        | 6      |        |        |        |        | Derde klasse Am. VV A                                    | 47                                                       |                                                            |
| 2018/19                 |        |        |        |        | 8      |        |        |        |        | Derde klasse Am. VV A                                    | 44                                                       |                                                            |
| 2019/20                 |        |        |        |        | 5      |        |        |        |        | Derde klasse Am. VV A                                    | 42                                                       | competitie vroegtijdig stopgezet vanwege de coronapandemie |
| 2020/21                 |        |        |        |        | 2      |        |        |        |        | Derde afdeling VV A                                      | 8                                                        | competitie vroegtijdig stopgezet vanwege de coronapandemie |
| 2021/22                 |        |        |        |        | 2      |        |        |        |        | Derde afdeling VV A                                      | 63                                                       |                                                            |
| 2022/23                 |        |        |        | 15     |        |        |        |        |        | Tweede afdeling VV B                                     | 38                                                       |                                                            |
| 2023/24                 |        |        |        | 9      |        |        |        |        |        | Tweede afdeling VV B                                     | 47                                                       |                                                            |
| 2024/25                 |        |        |        | 11     |        |        |        |        |        | Tweede afdeling VV A                                     | 37                                                       |                                                            |
| 2025/26                 |        |        |        |        |        |        |        |        |        | Tweede afdeling VV A                                     |                                                          |                                                            |

## Bekende (oud-)spelers
- Arnor Angeli
- Axel Bossekota
- Patrick Dimbala
- Gunter Thiebaut